# Гиљермо Мартинез (писац)
Гиљермо Мартинез (шп. Guillermo Martínez, Баија Бланка, Аргентина, 29. јул 1962. године) универзитетски професор, доктор математике и писац.

## Биографија
Мартинез је рођен у Баија Бланка, Аргентини где је и одрастао. Он је један од ретких који је по оценама критике најбољи аргентиски прозиста. Завршио је докторат 1984. године на Универзитету у Буенос Ајресу на тему из математичке логике, након тога је наставио на постдипломске студије на Оксфорду. Прву књигу прича је објавио 1982. године. под насловом Џунгла без звери за коју је добио националну награду Роберто Арлт за младе књижевнике. Године 1989. његова друга збирка приповедата, Велики пакао, осваја велику награду Фонда за уметност.

## Награде
Гиљермо Мартинез је добио прву међународну награду за збирку прича Одвратна срећа публиковано 2013. коју додељује колумбијска фондација Гарсија Маркес.

## Дела

### Приче
- Џунгла без звери (1982)
- Велики пакао (1989)
- Одвратна срећа (2013)

### Романи
- Повест о Родереру (1992)
- Маестрова жена (1998)
- Неприметни злочини
- Спора смрт Лусијане Б (2007)
- Имао сам и ја бисексуалну девојку (2011)